# El bar provoca
El bar provoca fue un programa de telerrealidad producido por Endemol México para Televisa, en el que 13 personas atienden un bar (que en realidad es un antro[cita requerida]), siendo observadas las 24 horas del día, mientras viven en un inmueble anexo llamado "El depa". Fue conducido por Roberto Palazuelos, quien de acuerdo al formato recibe el alias de "El patrón". Un mes después, por conflictos con Televisa es sustituido por Roxana Castellanos, asumiendo esta el papel de "La patrona". Karla Gómez y Elías Chiprut presentaron los resúmenes diarios conocidos como "El Access Bar". Los participantes deberán realizar diferentes retos durante la semana, convivir con sus compañeros y trabajar en la administración de un bar.

## Los socios
Los socios son un grupo de dos personas que juzgarán a los participantes de acuerdo al trabajo realizado por cada uno de ellos. Ellos son Mario Beteta y Jorge Mondragón. Al igual que a El patrón, Beteta sólo duró un mes y fue sustituido por Lorena Herrera a quien se la nombró como "La dama de la noche".

## Los consejeros
Los consejeros son un grupo de cuatro personas que darán opiniones para ayudar a El patrón a decidir diferentes cosas que sucedan durante el espectáculo. Ellos son Erich Zinser, Eduardo Cesarmann, Jorge Ramos y Simón Charaf.

## Primera edición
La primera y única edición de El bar provoca se estrenó el 2 de agosto de 2006 y finalizó el 25 de octubre del mismo año, resultando ganador José Luis Hernández García, alias 'Piter Punk' a quien se le otorgó un premio de $ 2'500,000.00 M.N.; el tema principal del programa estuvo a cargo de María Daniela y su Sonido Lasser, titulado 'Me provoca'.

### Participantes
| José Luis Hernández García (Piter Punk)   | Ganador                      |
| Jorge Isaac Villegas (Villegas)           | Segundo lugar                |
| Vanesa Giovanna Kobi González (La Britni) | Tercer lugar                 |
| Juan José Arizaleta (Arizaleta)           | Finalista                    |
| Azucena Sánchez Valente (Azucena)         | Finalista                    |
| Mayra Patricia García (La Coyota)         | Finalista                    |
| Nicolás Martín del Campo Flores (Nico)    | Expulsado (11 de octubre)    |
| Alexis Madero (Alexis)                    | Expulsada (4 de octubre)     |
| Luis Daniel Préstamo (Préstamo)           | Expulsado (20 de septiembre) |
| Ulises Ariel Ramírez Pérez (Ulises)       | Expulsado (13 de septiembre) |
| Ibelis Llanez Benítez (Ibelis)            | Expulsada (6 de septiembre)  |
| Mariana Pavía (Mariana)                   | Abandonó (6 de septiembre)   |
| Anabella Barrera Villareal (Tita)         | Expulsada (16 de agosto)     |